# مرگ و خاکسپاری رونالد ریگان
در ۵ ژوئن ۲۰۰۴، رونالد ریگان، چهلمین رئیس‌جمهور ایالات متحده و سی و سومین فرماندار کالیفرنیا، پس از بیش از یک دهه ابتلا به بیماری آلزایمر درگذشت. ریگان اولین رئیس‌جمهور سابق ایالات متحده بود که در ۱۰ سال پس از ریچارد نیکسون در سال ۱۹۹۴ درگذشت. ریگان در سن ۹۳ سال و ۱۲۰ روز، طولانی‌ترین رئیس‌جمهور ایالات متحده در تاریخ در زمان مرگش بود، رکوردی که از آن به بعد توسط جرالد فورد شکسته شد. تشییع جنازه ایالتی او به مدت هفت روز ادامه یافت. پس از مرگ ریگان، جسد او را از خانه‌اش در بل ایر به خانه تشییع جنازه کینگزلی و گیتس در سانتا مونیکا، کالیفرنیا بردند تا جسد را برای دفن آماده کنند. در ۷ ژوئن، تابوت ریگان با ماشین نعش‌کش حمل شد و در کتابخانه ریاست جمهوری رونالد ریگان در دره سیمی، کالیفرنیا به نمایش گذاشته شد، سپس در ۹ ژوئن برای خدمات، بازدید عمومی و ادای احترام در ساختمان کنگره ایالات متحده به واشینگتن پرواز کرد.

## نگارخانه

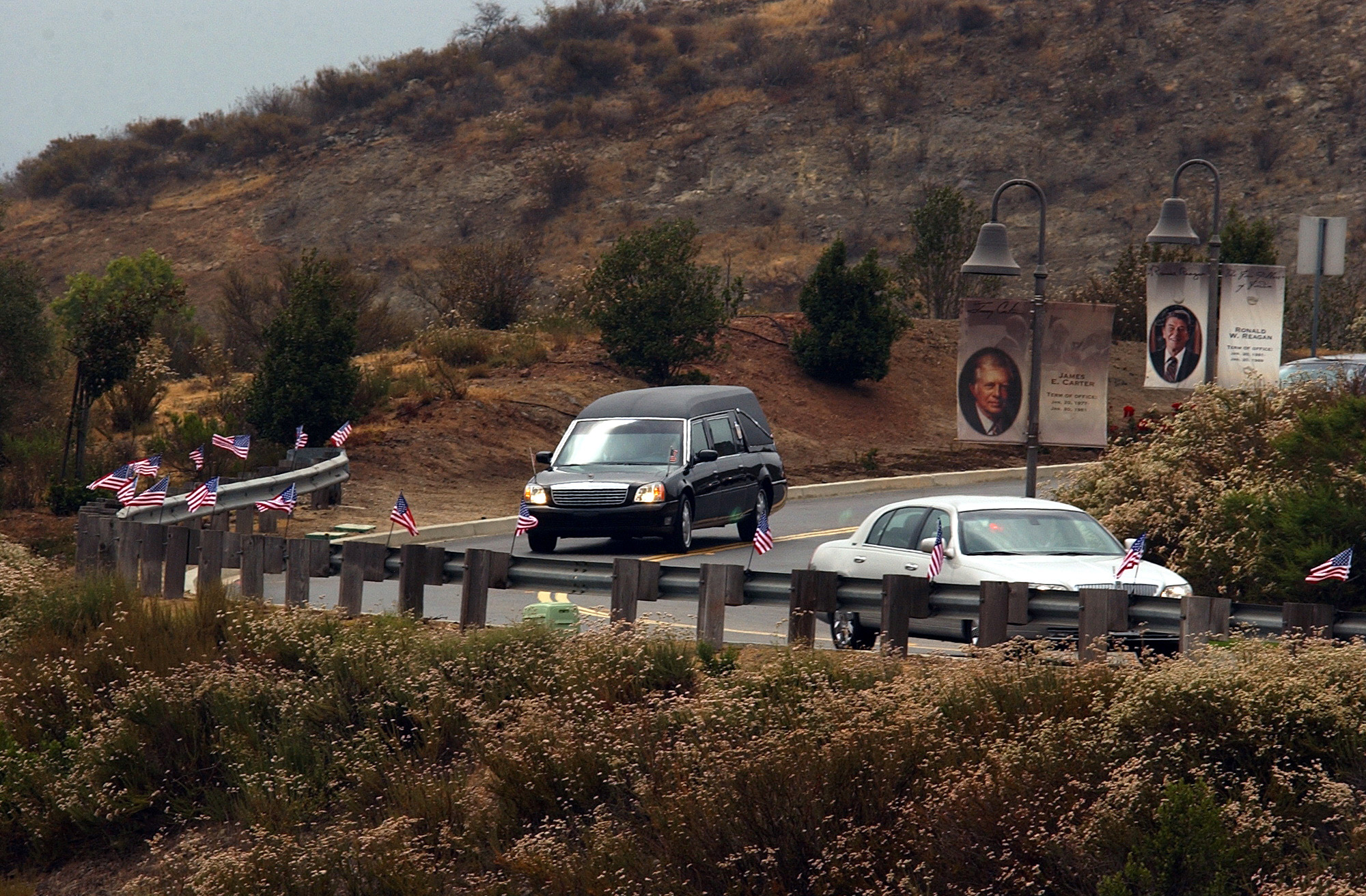

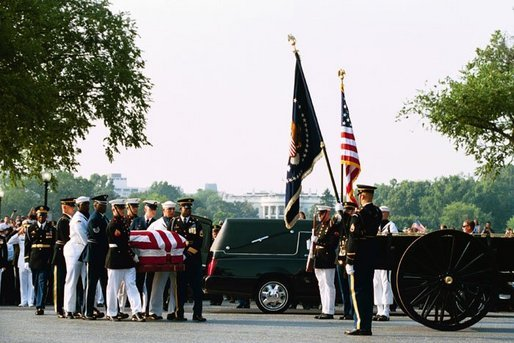

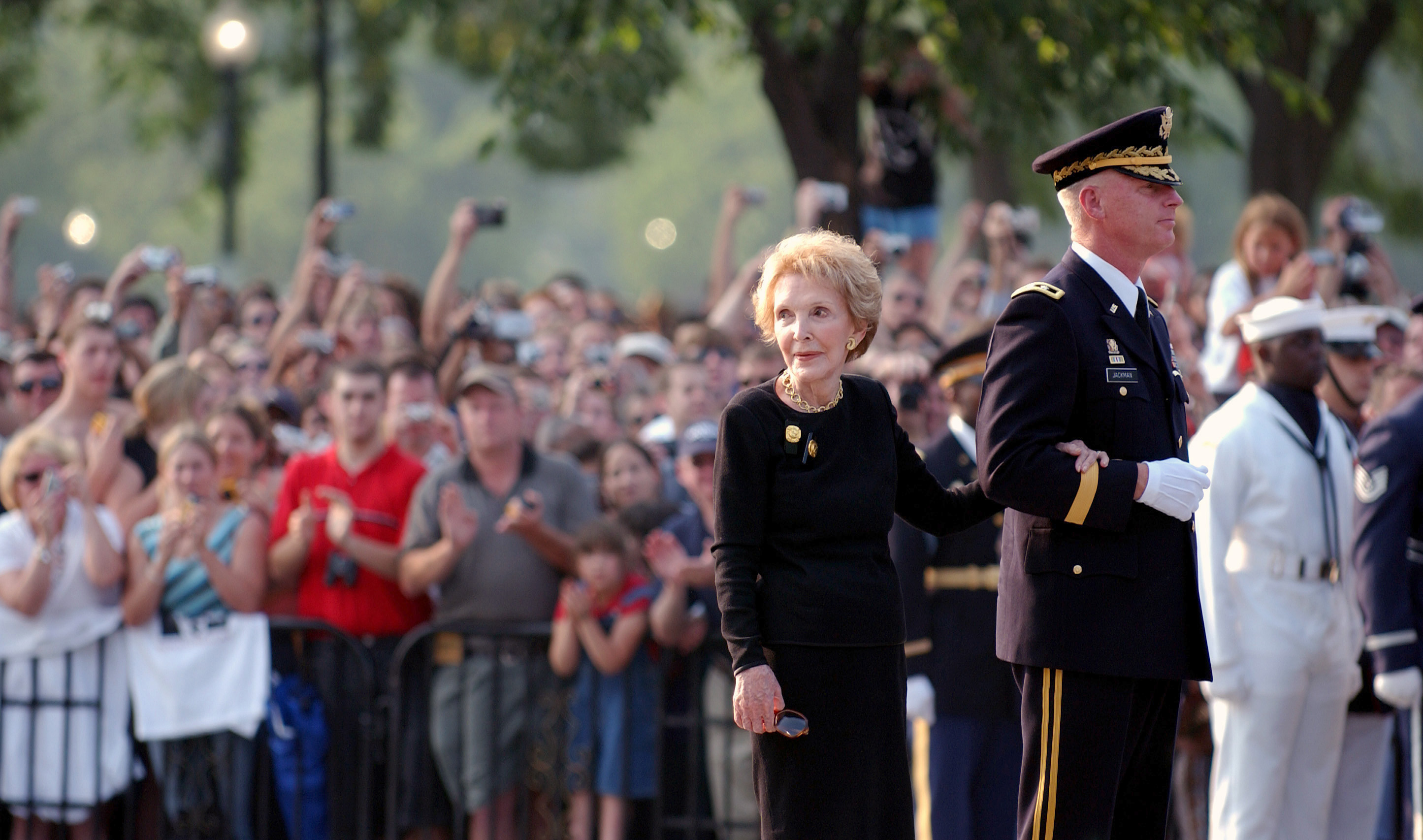

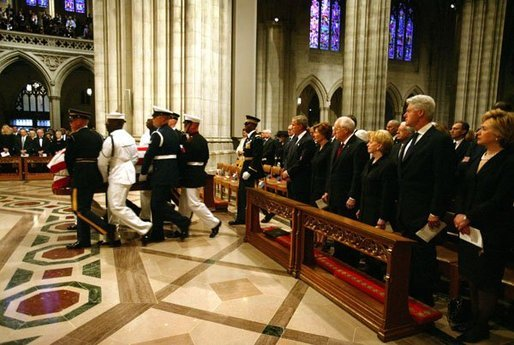